# Scopula luculata
Scopula luculata là một loài bướm đêm trong họ Geometridae.